# Zračna luka Cerklje ob Krki
Zračna luka Cerklje ob Krki (slovenski: Letališče Cerklje ob Krki) (ICAO: LJCE) jedina je vojna zračna luka u Sloveniji, smještena u Cerklju ob Krki, 5 km od Brežica i 6 km od Krškog. Zračna luka sjedište je istoimene zrakoplovne baze Slovenske vojske.
Trenutačno se gradi međunarodna zračna luka vojno-civilne namjene s velikim poslovnim i gospodarskim zonama, civilnim terminalom, potpuno obnovljenom i produženom pistom, novim kontrolnim tornjem, navigacijskim sustavom. Projekt Cerklje s 40 milijuna dolara financira NATO, dok 30 milijuna eura daje slovenska država. Cerklje neće biti stalna baza NATO-ovih zrakoplova.
Aerodrom Cerklje bio je jedan od najvećih u nekadašnjoj SFRJ. Na njemu je bila stacionirana 82. zrakoplovna brigada, koju su činile tri lovačko-bombarderske eskadrile, i to 237. lovačko-bombarderska sa zrakoplovima J-21 tipa “Jastreb”, 238. lovačko-bombarderska eskadrila sa zrakoplovima J-22 tipa “Orao” i 351. izvidnička eskadrila s istim tipovima zrakoplova. 